# Procambarus gonopodocristatus
Procambarus gonopodocristatus är en kräftdjursart som beskrevs av Villalobos 1958. Procambarus gonopodocristatus ingår i släktet Procambarus och familjen Cambaridae. Inga underarter finns listade i Catalogue of Life.